# Ned Shillington
Pour les articles homonymes, voir Shillington.
Edward Blaine "Ned" Shillington (né le 28 août 1944) est un avocat et un homme politique provincial canadien de la Saskatchewan. Il représente les circonscriptions de Regina Centre, Regina Churchill Downs et Regina Northeast à titre de député du Nouveau Parti démocratique de la Saskatchewan de 1975 à 1999. Durant son passage à l'Assemblée législative de la Saskatchewan, il sert comme ministre dans les cabinets d'Allan Blakeney et de Roy Romanow.

## Biographie
Née à Moose Jaw en Saskatchewan, il est le fils de Sterling Arthur Shillington et de Dorathy Jennie Henry. Shillington étudie le droit à l'Université de la Saskatchewan. Durant ses études, il réalise un stage à Regina et après avoir terminé, pratique le droit à Moosomin. En 1970, il marrie Sonia Koroscil.

## Carrière politique

### Première tentative
Candidat néo-démocratique sans succès dans la circonscription de Moosomin lors des élections de 1971, il devient assistant-exécutif du procureur général de la Saskatchewan, Roy Romanow, de 1971 à 1975.

### Gouvernement Blakeney (1975-1980)
Tentant à nouveau d'être élu en 1975, il parvient à devenir député de Regina Centre. Durant ce mandat, il sert comme ministre dans plusieurs positions en commençant par le ministère des Consommateurs. À ce poste, il est responsable de l'introduction du contrôle des loyers. Par la suite, il devient ministre du Développement coopératif et des Coopératives, ministre des Services gouvernementaux, ministre de la Culture et de la Jeunesse et ministre de l'Éducation.

### Opposition (1982-1991)
Shillington quitte le cabinet en 1980, il retourne à la pratique du droit, mais continue a siéger comme député du gouvernement jusqu'en 1982, alors que les Néo-démocrates sont délogés du pouvoir. Réélu en 1986, il siège comme député de l'opposition officielle durant cette période.

### Gouvernement Romanow (1991-1998)
Les Néo-démocrates revenant au pouvoir en 1991, Shillington est réélu lors de cette élection et sur la suivant en 1995. Entrant au gouvernement Romanow, il y sert comme ministre associé au Finances, ministre du Travail, ministre de la Justice et procureur-général, ministre des Relations intergouvernementales et Secrétaire provincial,.

## Après la politique
Après avoir démissionné peu avant les élections générales de 1999, il devient consultant et après déménage à Calgary en Alberta,. Devenu paraplégique, il siège au Conseil de direction de la branche albertaine de l'Association canadienne de paraplégique.